# يان هيرنتش
يان هيرنتش (بالتشيكية: Jan Hernych)‏ لاعب كرة مضرب من التشيك.

## وصلات خارجية
- يان هيرنتش على موقع رابطة محترفي التنس (الإنجليزية)
- يان هيرنتش على موقع الاتحاد الدولي لكرة المضرب (الإنجليزية)
- يان هيرنتش على موقع كأس ديفيز (الإنجليزية)
- يان هيرنتش على موقع خلاصة التنس.كوم (الإنجليزية)
- يان هيرنتش على موقع إي إس بي إن.كوم (الإنجليزية)